# Paavo Tynell

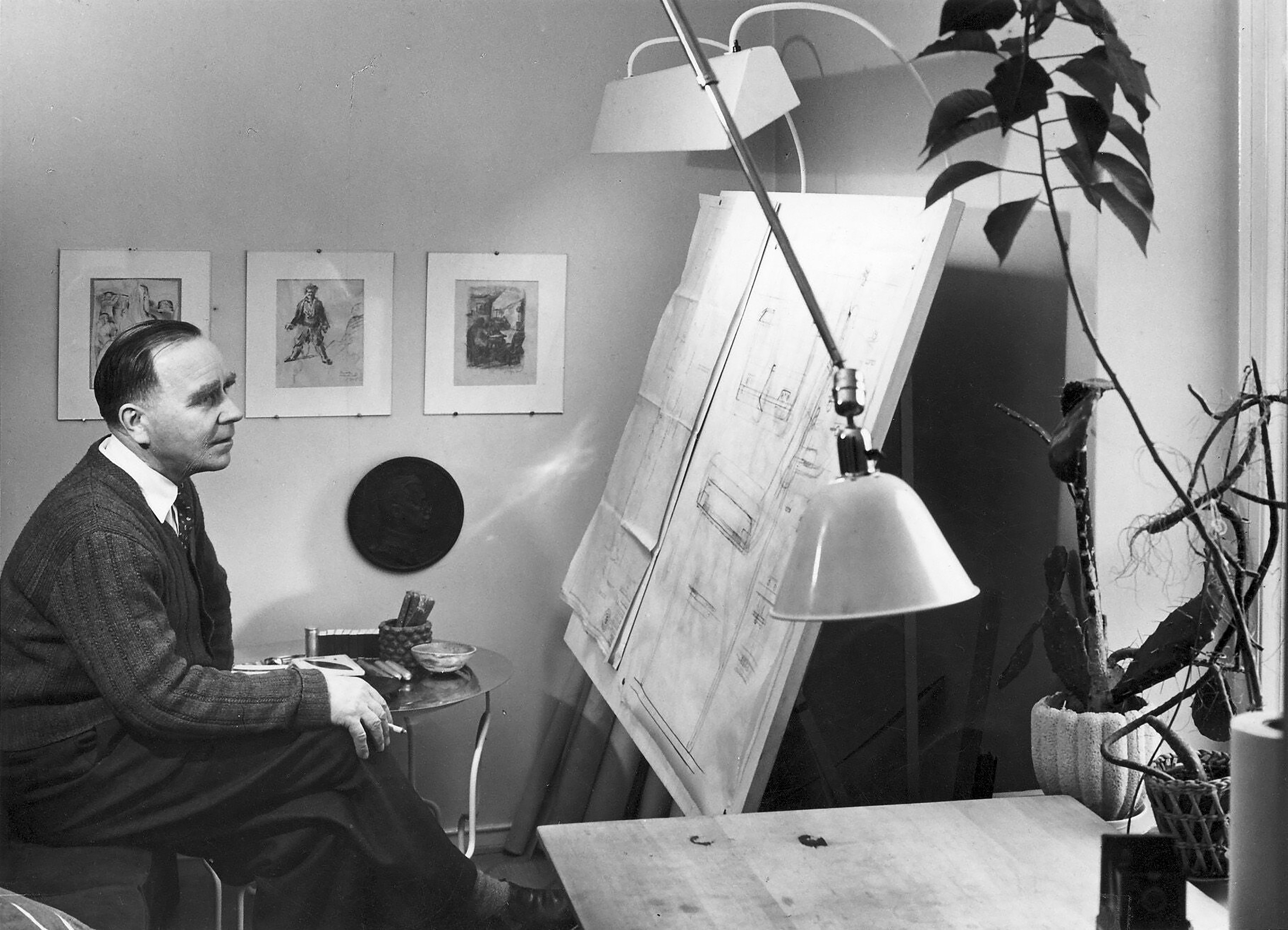
Paavo Tynell in den 1950er Jahren

Paavo Viljo Tynell (* 25. Januar 1890; † 13. September 1973) war ein finnischer Designer, der vor allem für seine Leuchten und Lampen bekannt ist.

## Werdegang
Tynell besuchte die später in die Aalto-Universität integrierte Kunsthochschule TaiK in Helsinki, später war er dort zwischen 1917 und 1923 selbst als Hochschullehrer tätig. 1918 gründete er gemeinsam mit Eric Ehrström, Emil Wikström, Frans Nykänen und Gösta Serlachius die Firma Taito, deren Geschäftsführer er bis zum altersbedingten Ausscheiden 1953 blieb. Dabei waren seine Entwürfe derart bedeutend, dass Taito eigenständige Kataloge für seine Lampendesigns herausgab.
Tyrell wurde für sein schlichtes Design bei Leuchten und Lampen bekannt. Er arbeitete dabei insbesondere mit Messing und Glas, seine Entwürfe waren oft mit perforierten Mustern verziert.
Tynell arbeitete intensiv mit zeitgenössischen finnischen Architekten wie Alvar Aalto, Johan Sigfrid Sirén oder Armas Lindgren zusammen, er gestaltete unter anderem die Lampen im Gebäude des finnischen Parlaments, des Lasipalatsi oder der Technischen Universität Helsinki. Er war insbesondere in der Zeit nach dem Zweiten Weltkrieg auch ein  international ein gefragter Lichtdesigner, unter anderem wurden seine Leuchten beim Bau des Sitzes des Generalsekretärs der Vereinten Nationen in New York City verwendet.
Tynell war ab 1947 mit der Glasdesignerin Helena Tynell, geborene Turpeinen, verheiratet. Das Paar hatte drei Kinder.
2019 beherrschte Tynell kurzzeitig die Schlagzeilen in seinen Heimatland, als binnen kurzer Zeit mehrere seiner Objekte für bis Beträge  bis in den  sechsstelligen Bereich versteigert wurden.